# Ericht (Isla)
Der Ericht ist ein Fluss in der schottischen Council Area Perth and Kinross. Er entsteht durch den Zusammenfluss der Bäche Ardle und Black Water wenige hundert Meter östlich von Bridge of Cally in den Grampian Mountains in etwa 150 m Höhe. Der Ericht ist nicht zu verwechseln mit dem zweiten Fluss Ericht, der ebenfalls durch Perth and Kinross verläuft und über Loch Rannoch und den Tummel in den Tay mündet.

## Lauf
Der Ericht fließt zunächst in südsüdöstlicher Richtung entlang der A93, die ihn kurz vor und ein zweites Mal in Blairgowrie and Rattray quert. Jenseits von Blairgowrie and Rattray dreht der Ericht in ostsüdöstliche Richtung ab und mündete wenige Kilometer weiter flussabwärts etwa drei Kilometer östlich von Coupar Angus in den Isla.
Auf seinem gesamten Lauf von zehn Kilometern Länge überwindet der Ericht einen Höhenunterschied von etwa 115 m. Das Bett des schnell fließenden Flusses ist steinig. Im 19. Jahrhundert lebten Lachse und Forellen im Ericht, deren Bestand jedoch durch Industrieanlagen in Blairgowrie and Rattray dezimiert wurde.

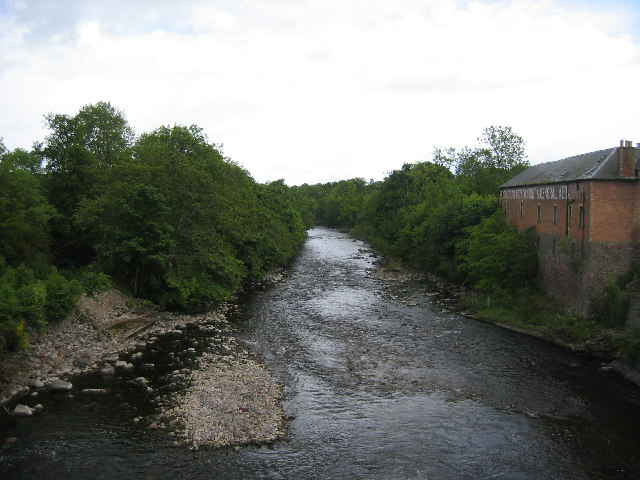
Der Ericht in Blairgowrie
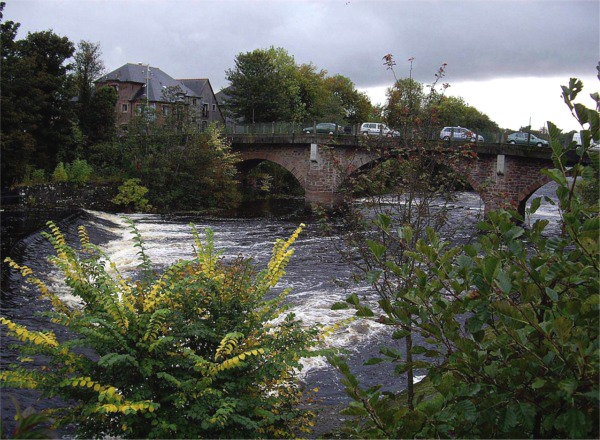
Brücke über den Ericht
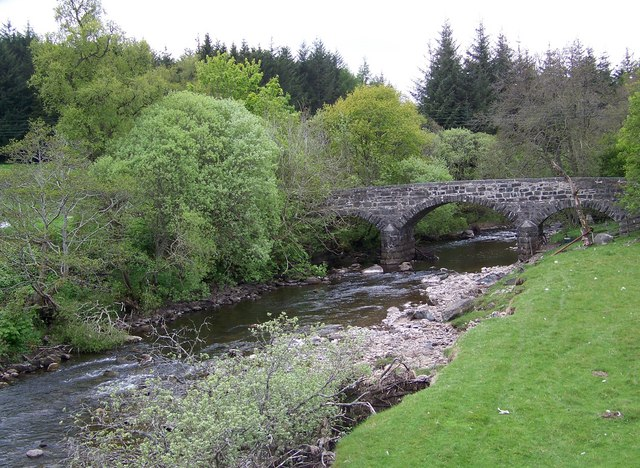
Der Ardle, einer der beiden Quellflüsse des Ericht